# Слоне (Любуське воєводство)
Слоне (пол. Słone) — село в Польщі, у гміні Свідниця Зеленогурського повіту Любуського воєводства.
Населення — 522 особи (2011).
У 1975-1998 роках село належало до Зеленогурського воєводства.

## Демографія
Демографічна структура станом на 31 березня 2011 року:
|          | Загалом | Допрацездатний вік | Працездатний вік | Постпрацездатний вік |
| -------- | ------- | ------------------ | ---------------- | -------------------- |
| Чоловіки | 267     | 61                 | 187              | 19                   |
| Жінки    | 255     | 55                 | 154              | 46                   |
| Разом    | 522     | 116                | 341              | 65                   |